# Championnat d'Europe masculin de volley-ball 2019
Navigation
Pologne 2017 Pologne/Tchéquie/Estonie/Finlande 2021
Le 31e Championnat d'Europe masculin de volley-ball a lieu en France, en Belgique, aux Pays-Bas et en Slovénie du 12 au 29 septembre 2019,.

## Équipes présentes
| Voie de qualification        | Qualifié                                                                         |
| ---------------------------- | -------------------------------------------------------------------------------- |
| Pays hôte                    | - France - Slovénie - Belgique - Pays-Bas                                        |
| Championnat d'Europe 2017    | - Russie - Allemagne - Serbie - Italie - Bulgarie - Tchéquie - Pologne - Turquie |
| Vainqueurs du deuxième tour  | - Roumanie - Estonie - Slovaquie - Portugal - Biélorussie - Ukraine - Grèce      |
| Vainqueurs du troisième tour | - Espagne - Monténégro - Finlande - Autriche - Macédoine du Nord                 |

## Tour préliminaire

### Composition des groupes
La composition des groupes a été décidée par tirage au sort le 16 janvier 2019.
| Poule A                                                      | Poule B                                                              | Poule C                                                                        | Poule D                                                              |
| ------------------------------------------------------------ | -------------------------------------------------------------------- | ------------------------------------------------------------------------------ | -------------------------------------------------------------------- |
| Hôte : France Bulgarie France Grèce Italie Portugal Roumanie | Hôte : Belgique Allemagne Autriche Belgique Espagne Serbie Slovaquie | Hôte : Slovénie Biélorussie Finlande Macédoine du Nord Russie Slovénie Turquie | Hôte : Pays-Bas Estonie Monténégro Pays-Bas Pologne Tchéquie Ukraine |

|  | Qualifié pour les Huitièmes de finale |

### Poule A
| # | Équipe   | Pts | J | G | Gt | Pt | P | Sp | Sc | Ratio | Pp  | Pc  | Ratio |
| 1 | France   | 15  | 5 | 5 | 0  | 0  | 0 | 15 | 1  | 15    | 398 | 303 | 1.314 |
| 2 | Italie   | 12  | 5 | 4 | 0  | 0  | 1 | 13 | 6  | 2.167 | 452 | 389 | 1.162 |
| 3 | Bulgarie | 9   | 5 | 3 | 0  | 0  | 2 | 10 | 7  | 1.429 | 396 | 394 | 1.005 |
| 4 | Grèce    | 3   | 5 | 1 | 0  | 0  | 4 | 5  | 13 | 0.385 | 386 | 432 | 0.894 |
| 5 | Portugal | 3   | 5 | 1 | 0  | 0  | 4 | 5  | 13 | 0.385 | 386 | 433 | 0.891 |
| 6 | Roumanie | 3   | 5 | 1 | 0  | 0  | 4 | 5  | 13 | 0.385 | 372 | 439 | 0.847 |

### Poule B
| # | Équipe    | Pts | J | G | Gt | Pt | P | Sp | Sc | Ratio | Pp  | Pc  | Ratio |
| 1 | Serbie    | 15  | 5 | 5 | 0  | 0  | 0 | 15 | 1  | 15    | 396 | 313 | 1.265 |
| 2 | Belgique  | 11  | 5 | 3 | 1  | 0  | 1 | 12 | 5  | 2.4   | 386 | 345 | 1.119 |
| 3 | Allemagne | 7   | 5 | 2 | 0  | 1  | 2 | 9  | 9  | 1     | 397 | 394 | 1.008 |
| 4 | Espagne   | 6   | 5 | 1 | 1  | 1  | 2 | 9  | 12 | 0.75  | 454 | 471 | 0.964 |
| 5 | Slovaquie | 5   | 5 | 1 | 1  | 0  | 3 | 6  | 12 | 0.5   | 386 | 423 | 0.913 |
| 6 | Autriche  | 1   | 5 | 0 | 0  | 1  | 4 | 3  | 15 | 0.2   | 360 | 433 | 0.831 |

### Poule C
| # | Équipe            | Pts | J | G | Gt | Pt | P | Sp | Sc | Ratio | Pp  | Pc  | Ratio |
| 1 | Russie            | 15  | 5 | 5 | 0  | 0  | 0 | 15 | 2  | 7.5   | 427 | 329 | 1.298 |
| 2 | Slovénie          | 9   | 5 | 3 | 0  | 0  | 2 | 10 | 7  | 1.429 | 419 | 376 | 1.114 |
| 3 | Turquie           | 7   | 5 | 2 | 0  | 1  | 2 | 9  | 10 | 0.9   | 413 | 421 | 0.981 |
| 4 | Finlande          | 6   | 5 | 1 | 1  | 1  | 2 | 9  | 12 | 0.75  | 455 | 472 | 0.964 |
| 5 | Macédoine du Nord | 6   | 5 | 2 | 0  | 0  | 3 | 7  | 11 | 0.636 | 409 | 445 | 0.919 |
| 6 | Biélorussie       | 2   | 5 | 0 | 1  | 0  | 4 | 6  | 14 | 0.429 | 404 | 484 | 0.835 |

### Poule D
| # | Équipe     | Pts | J | G | Gt | Pt | P | Sp | Sc | Ratio | Pp  | Pc  | Ratio |
| 1 | Pologne    | 15  | 5 | 5 | 0  | 0  | 0 | 15 | 1  | 15    | 400 | 283 | 1.413 |
| 2 | Pays-Bas   | 10  | 5 | 3 | 0  | 1  | 1 | 11 | 7  | 1.571 | 412 | 383 | 1.076 |
| 3 | Ukraine    | 9   | 5 | 3 | 0  | 0  | 2 | 9  | 8  | 1.125 | 385 | 367 | 1.049 |
| 4 | Tchéquie   | 6   | 5 | 1 | 1  | 1  | 2 | 9  | 11 | 0.818 | 433 | 447 | 0.969 |
| 5 | Monténégro | 5   | 5 | 1 | 1  | 0  | 3 | 7  | 11 | 0.636 | 348 | 426 | 0.817 |
| 6 | Estonie    | 0   | 5 | 0 | 0  | 0  | 5 | 2  | 15 | 0.133 | 367 | 439 | 0.836 |

## Phase finale
Les finales se déroulent à Paris.
|  | Huitièmes de finale             | Huitièmes de finale             |          |                           | Quarts de finale             | Quarts de finale             |   |  | Demi-finales                | Demi-finales                |  |  | Finale                      | Finale                      |
|  | Huitièmes de finale             | Huitièmes de finale             |          |                           | Quarts de finale             | Quarts de finale             |   |  | Demi-finales                | Demi-finales                |  |  | Finale                      | Finale                      |
|  |                                 |                                 |          |                           |                              |                              |   |  |                             |                             |  |  |                             |                             |
|  | 21 septembre à 19h30, Nantes    | 21 septembre à 19h30, Nantes    |          |                           | 24 septembre à 20h45, Nantes | 24 septembre à 20h45, Nantes |   |  | 27 septembre à 20h45, Paris | 27 septembre à 20h45, Paris |  |  | 29 septembre à 17h30, Paris | 29 septembre à 17h30, Paris |
|  | 21 septembre à 19h30, Nantes    | 21 septembre à 19h30, Nantes    |          |                           | 24 septembre à 20h45, Nantes | 24 septembre à 20h45, Nantes |   |  | 27 septembre à 20h45, Paris | 27 septembre à 20h45, Paris |  |  | 29 septembre à 17h30, Paris | 29 septembre à 17h30, Paris |
|  | France                          | 3                               |          |                           | 24 septembre à 20h45, Nantes | 24 septembre à 20h45, Nantes |   |  | 27 septembre à 20h45, Paris | 27 septembre à 20h45, Paris |  |  | 29 septembre à 17h30, Paris | 29 septembre à 17h30, Paris |
|  | France                          | 3                               |          |                           | 24 septembre à 20h45, Nantes | 24 septembre à 20h45, Nantes |   |  | 27 septembre à 20h45, Paris | 27 septembre à 20h45, Paris |  |  | 29 septembre à 17h30, Paris | 29 septembre à 17h30, Paris |
|  | Finlande                        | 0                               |          |                           | 24 septembre à 20h45, Nantes | 24 septembre à 20h45, Nantes |   |  | 27 septembre à 20h45, Paris | 27 septembre à 20h45, Paris |  |  | 29 septembre à 17h30, Paris | 29 septembre à 17h30, Paris |
|  | Finlande                        | 0                               | France   | 3                         |                              |                              |   |  | 27 septembre à 20h45, Paris | 27 septembre à 20h45, Paris |  |  | 29 septembre à 17h30, Paris | 29 septembre à 17h30, Paris |
|  | 22 septembre à 17h, Nantes      |                                 | France   | 3                         |                              |                              |   |  | 27 septembre à 20h45, Paris | 27 septembre à 20h45, Paris |  |  | 29 septembre à 17h30, Paris | 29 septembre à 17h30, Paris |
|  |                                 | Italie                          | 0        |                           |                              |                              |   |  | 27 septembre à 20h45, Paris | 27 septembre à 20h45, Paris |  |  | 29 septembre à 17h30, Paris | 29 septembre à 17h30, Paris |
|  | Italie                          | Italie                          | 0        | 3                         |                              |                              |   |  | 27 septembre à 20h45, Paris | 27 septembre à 20h45, Paris |  |  | 29 septembre à 17h30, Paris | 29 septembre à 17h30, Paris |
|  | Italie                          | 24 septembre à 20h30, Anvers    |          | 3                         |                              |                              |   |  | 27 septembre à 20h45, Paris | 27 septembre à 20h45, Paris |  |  | 29 septembre à 17h30, Paris | 29 septembre à 17h30, Paris |
|  | Turquie                         | 0                               |          |                           |                              |                              |   |  | 27 septembre à 20h45, Paris | 27 septembre à 20h45, Paris |  |  | 29 septembre à 17h30, Paris | 29 septembre à 17h30, Paris |
|  | Turquie                         | 0                               | France   | 2                         |                              |                              |   |  |                             |                             |  |  | 29 septembre à 17h30, Paris | 29 septembre à 17h30, Paris |
|  | 21 septembre à 17h30, Anvers    |                                 | France   | 2                         |                              |                              |   |  |                             |                             |  |  | 29 septembre à 17h30, Paris | 29 septembre à 17h30, Paris |
|  |                                 | Serbie                          | 3        |                           |                              |                              |   |  |                             |                             |  |  | 29 septembre à 17h30, Paris | 29 septembre à 17h30, Paris |
|  | Serbie                          | Serbie                          | 3        | 3                         |                              |                              |   |  |                             |                             |  |  | 29 septembre à 17h30, Paris | 29 septembre à 17h30, Paris |
|  | Serbie                          | 26 septembre à 20h30, Ljubljana |          | 3                         |                              |                              |   |  |                             |                             |  |  | 29 septembre à 17h30, Paris | 29 septembre à 17h30, Paris |
|  | Tchéquie                        | 0                               |          |                           |                              |                              |   |  |                             |                             |  |  | 29 septembre à 17h30, Paris | 29 septembre à 17h30, Paris |
|  | Tchéquie                        | 0                               | Serbie   | 3                         |                              |                              |   |  |                             |                             |  |  | 29 septembre à 17h30, Paris | 29 septembre à 17h30, Paris |
|  | 21 septembre à 20h30, Anvers    |                                 | Serbie   | 3                         |                              |                              |   |  |                             |                             |  |  | 29 septembre à 17h30, Paris | 29 septembre à 17h30, Paris |
|  |                                 | Ukraine                         | 2        |                           |                              |                              |   |  |                             |                             |  |  | 29 septembre à 17h30, Paris | 29 septembre à 17h30, Paris |
|  | Belgique                        | Ukraine                         | 2        | 2                         |                              |                              |   |  |                             |                             |  |  | 29 septembre à 17h30, Paris | 29 septembre à 17h30, Paris |
|  | Belgique                        | 23 septembre à 20h30, Ljubljana |          | 2                         |                              |                              |   |  |                             |                             |  |  | 29 septembre à 17h30, Paris | 29 septembre à 17h30, Paris |
|  | Ukraine                         | 3                               |          |                           |                              |                              |   |  |                             |                             |  |  | 29 septembre à 17h30, Paris | 29 septembre à 17h30, Paris |
|  | Ukraine                         | 3                               | Serbie   | 3                         |                              |                              |   |  |                             |                             |  |  |                             |                             |
|  | 21 septembre à 17h30, Ljubljana |                                 | Serbie   | 3                         |                              |                              |   |  |                             |                             |  |  |                             |                             |
|  |                                 | Slovénie                        | 1        |                           |                              |                              |   |  |                             |                             |  |  |                             |                             |
|  | Russie                          | Slovénie                        | 1        | 3                         |                              |                              |   |  |                             |                             |  |  |                             |                             |
|  | Russie                          |                                 |          | 3                         |                              |                              |   |  |                             |                             |  |  |                             |                             |
|  | Grèce                           | 0                               |          |                           |                              |                              |   |  |                             |                             |  |  |                             |                             |
|  | Grèce                           | 0                               | Russie   | 1                         |                              |                              |   |  |                             |                             |  |  |                             |                             |
|  | 21 septembre à 20h30, Ljubljana |                                 | Russie   | 1                         |                              |                              |   |  |                             |                             |  |  |                             |                             |
|  |                                 | Slovénie                        | 3        |                           |                              |                              |   |  |                             |                             |  |  |                             |                             |
|  | Slovénie                        | Slovénie                        | 3        | 3                         |                              |                              |   |  |                             |                             |  |  |                             |                             |
|  | Slovénie                        | 23 septembre à 20h, Apeldoorn   |          | 3                         |                              |                              |   |  |                             |                             |  |  |                             |                             |
|  | Bulgarie                        | 1                               |          |                           |                              |                              |   |  |                             |                             |  |  |                             |                             |
|  | Bulgarie                        | 1                               | Slovénie | 3                         |                              |                              |   |  |                             |                             |  |  |                             |                             |
|  | 21 septembre à 20h, Apeldoorn   |                                 | Slovénie | 3                         |                              |                              |   |  |                             |                             |  |  |                             |                             |
|  |                                 | Pologne                         | 1        |                           |                              |                              |   |  |                             |                             |  |  |                             |                             |
|  | Pologne                         | Pologne                         | 1        | 3                         |                              |                              |   |  |                             |                             |  |  |                             |                             |
|  | Pologne                         |                                 |          | 3                         |                              |                              |   |  |                             |                             |  |  |                             |                             |
|  | Espagne                         | 0                               |          | Match pour la 3e place    | Match pour la 3e place       |                              |   |  |                             |                             |  |  |                             |                             |
|  | Espagne                         | 0                               | Pologne  | Match pour la 3e place    | Match pour la 3e place       | 3                            |   |  |                             |                             |  |  |                             |                             |
|  | 21 septembre à 16h, Apeldoorn   | 21 septembre à 16h, Apeldoorn   | Pologne  | 28 septembre à 18h, Paris | 28 septembre à 18h, Paris    | 3                            |   |  |                             |                             |  |  |                             |                             |
|  | 21 septembre à 16h, Apeldoorn   | 21 septembre à 16h, Apeldoorn   |          | 28 septembre à 18h, Paris | 28 septembre à 18h, Paris    | Allemagne                    | 0 |  |                             |                             |  |  |                             |                             |
|  | Pays-Bas                        | 1                               | France   | 0                         |                              | Allemagne                    | 0 |  |                             |                             |  |  |                             |                             |
|  | Pays-Bas                        | 1                               | France   | 0                         |                              |                              |   |  |                             |                             |  |  |                             |                             |
|  | Allemagne                       | 3                               |          | Pologne                   | 3                            |                              |   |  |                             |                             |  |  |                             |                             |
|  | Allemagne                       | 3                               |          | Pologne                   | 3                            |                              |   |  |                             |                             |  |  |                             |                             |

## Bilan
La Fédération française de volley-ball affirme que la compétition a attiré dans les salles françaises 81 600 spectateurs lors des 21 rencontres en France. De plus, la compétition aurait été suivi par 460 millions de téléspectateurs en Europe sur 138 chaînes. Le budget d’organisation à hauteur de 5,7 millions d’euros serait en équilibre. Enfin, l’Euro masculin 2019 a permis à la FFVB d’augmenter de 3 % le nombre de ses licenciés.

## Classement final
| Place              | Équipe            |
| ------------------ | ----------------- |
| Médaille d'or      | Serbie            |
| Médaille d'argent  | Slovénie          |
| Médaille de bronze | Pologne           |
| 4                  | France            |
| 5                  | Russie            |
| 6                  | Italie            |
| 7                  | Ukraine           |
| 8                  | Allemagne         |
| 9                  | Belgique          |
| 10                 | Pays-Bas          |
| 11                 | Bulgarie          |
| 12                 | Turquie           |
| 13                 | Tchéquie          |
| 14                 | Finlande          |
| 15                 | Espagne           |
| 16                 | Grèce             |
| 17                 | Macédoine du Nord |
| 18                 | Monténégro        |
| 19                 | Slovaquie         |
| 20                 | Portugal          |
| 21                 | Roumanie          |
| 22                 | Biélorussie       |
| 23                 | Autriche          |
| 24                 | Estonie           |